# Эффект Пельтье
Эффект Пельтье́ — термоэлектрическое явление переноса энергии при прохождении электрического тока в месте контакта (спая) двух разнородных проводников, от одного проводника к другому.
Величина перемещённой энергии и направление её переноса зависят от вида контактирующих веществ и от направления и силы протекающего электрического тока:

Схема эффекта Пельтье

{\displaystyle Q=\Pi _{AB}It=(\Pi _{B}-\Pi _{A})It},
где {\displaystyle Q} — количество выделенного или поглощённого тепла;
{\displaystyle I} — сила тока;
{\displaystyle t} — время протекания тока;
{\displaystyle \Pi } — коэффициент Пельтье, который связан с коэффициентом термо-ЭДС {\displaystyle \alpha } вторым соотношением Томсона {\displaystyle \Pi =\alpha T}, где {\displaystyle T} — абсолютная температура в K.
Эффект открыт Жаном Пельтье в 1834 году, суть явления исследовал несколькими годами позже — в 1838 году — Ленц в эксперименте, в котором он поместил каплю воды в углубление на стыке двух стержней из висмута и сурьмы. При пропускании электрического тока в одном направлении капля превращалась в лёд, при смене направления тока — лёд таял, что позволило установить, что в зависимости от направления протекающего в эксперименте тока, помимо джоулева тепла выделяется или поглощается дополнительное тепло, которое получило название тепла Пельтье. Эффект Пельтье «обратен» эффекту Зеебека.
Эффект Пельтье более заметен у полупроводников, это свойство используется в элементах Пельтье.
Причина возникновения явления Пельтье заключается в следующем. На контакте двух веществ имеется контактная разность потенциалов, которая создаёт внутреннее контактное поле. Если через контакт протекает электрический ток, то это поле будет либо способствовать прохождению тока, либо препятствовать. Если ток идёт против контактного поля, то внешний источник должен затратить дополнительную энергию, которая выделяется в контакте, что приведёт к его нагреву. Если же ток идёт по направлению контактного поля, то он может поддерживаться этим полем, которое и совершает работу по перемещению зарядов. Необходимая для этого энергия отбирается у вещества, что приводит к охлаждению его в месте контакта.